# Україна на літніх Паралімпійських іграх 2008
Україна брала участь у Літніх Паралімпійських іграх 2008 року у Пекіні (Китай) учетверте за свою історію, і завоювала 74 медалей (24 золотих, 18 срібних і 32 бронзових), посівши четверте загальнокомандне місце. Збірну країни представляли 124 у 11 видах спорту.
Українські спортсмени виступали у лекгій атлетиці, дзюдо, настільному тенісі, волейболі сидчи (жінки), плаванні, фехтуванні на візках, стрільбі з лука, футболі ДЦП, кульовій стрільбі, академічному веслуванні та Паверліфтингу. Українськими спортсменами було встановлено 22 світових та паралімпійських рекорди.
| Медаль                       | Спортсмен | Вид спорту            | Дисципліна               | Дата       |
| ---------------------------- | --- | --------------------- | ------------------------ | ---------- |
| Золото                       | Максим Веракса | Плавання              | 100 м брасом             | 8 вересня  |
| Золото                       | Олександр Мащенко | Плавання              | 100 м на спині           | 8 вересня  |
| Золото                       | Оксана Ботурчук | Легка атлетика        | Біг на 100 м             | 9 вересня  |
| Золото                       | Роман Павлик | Легка атлетика        | Біг на 100 м             | 9 вересня  |
| Золото                       | Лідія Соловйова | Паверліфтинг          | До 40 кг                 | 9 вересня  |
| Золото                       | Інна Дяченко | Легка атлетика        | Біг на 100 м             | 9 вересня  |
| Золото                       | Дмитро Виноградець | Плавання              | 200 м вільним стилем     | 9 вересня  |
| Золото                       | Андрій Калина | Плавання              | 100 м брас               | 9 вересня  |
| Золото                       | Максим Веракса | Плавання              | 200 м комплекс           | 10 вересня |
| Золото                       | Роман Павлик | Легка атлетика        | Біг на 400 м             | 10 вересня |
| Золото                       | Тетяна Якибчук | Легка атлетика        | Метання диску            | 10 вересня |
| Золото                       | Алла Мальчик | Легка атлетика        | Штовхання ядра           | 12 вересня |
| Золото                       | Максим Веракса | Плавання              | 100 м вільним стилем     | 12 вересня |
| Золото                       | Інна Дяченко | Легка атлетика        | Біг на 200 м             | 12 вересня |
| Золото                       | Олексій Федина | Плавання              | 200 м. Комплекс          | 12 вересня |
| Золото                       | Василь Ліщинський | Легка атлетика        | Метання диску            | 13 вересня |
| Золото                       | Дмитро Виноградець | Плавання              | 50 м 50 м вільним стилем | 13 вересня |
| Золото                       | Олексій Федина | Плавання              | 100 м. Брас              | 13 вересня |
| Золото                       | Оксана Зубковська | Легка атлетика        | Стрибок у довжину        | 14 вересня |
| Золото                       | Максим Веракса | Плавання              | 50 м вільним стилем      | 14 вересня |
| Золото                       | Ганна Єлісаветська | Плавання              | 50 м на спині            | 15 вересня |
| Золото                       | Олексій Федина | Плавання              | 50 м вільним стилем      | 15 вересня |
| Золото                       | Дмитро Крижановський | Плавання              | 50 м вільним стилем      | 15 вересня |
| Золото                       | Збірна України з футболу 7x7 \| Володимир Антонюк \| \| Денис Пономарьов \| \| \| \| Вакуленко Сергій Миколайович \| \| Костянтин Симашко \| \| \| \| Олександр Девлиш \| \| Віталій Трушев \| \| \| \| Тарас Дутко \| \| Андрій Цуканов \| \| \| \| Ігор Косенко \| \| Анатолій Шевчик \| \| \| \| Міхович Микола \| \| Іван Шкварло \| \| \| | Футбол ДЦП            | Футбол (7 x 7)           | 16 вересня |
| Срібло                       | Дмитро Виноградець | Плавання              | 100 м вільним стилем     | 7 вересня  |
| Срібло                       | Дмитро Крижановський | Плавання              | 100 м вільним стилем     | 7 вересня  |
| Срібло                       | Іван Киценко | Легка атлетика        | Потрійний стрибок        | 8 вересня  |
| Срібло                       | Данило Чуфаров | Плавання              | 400 м вільним стилем     | 8 вересня  |
| Срібло                       | Олександр Мащенко | Плавання              | 100 м батерфляєм         | 9 вересня  |
| Срібло                       | Олексій Федина | Плавання              | 100 м вільним стилем     | 10 вересня |
| Срібло                       | Андрій Калина | Плавання              | 100 м комплекс           | 11 вересня |
| Срібло                       | Олександр Петренко | Академічне веслування | одиночка                 | 11 вересня |
| Срібло                       | Вікторія Кравченко | Легка атлетика        | Біг на 100 м             | 12 вересня |
| Срібло                       | Оксана Ботурчук | Легка атлетика        | Біг на 400 м             | 13 вересня |
| Срібло                       | Сергій Кліпперт | Плавання              | 100 м на спині           | 13 вересня |
| Срібло                       | Вікторія Кравченко | Легка атлетика        | Біг на 200 м             | 14 вересня |
| Срібло                       | Микола Жабняк | Легка атлетика        | Метання диску            | 14 вересня |
| Срібло                       | Олексій Федина | Плавання              | 100 м на спині           | 14 вересня |
| Срібло                       | Ірина Соцька | Плавання              | 50 м на спині            | 15 вересня |
| Срібло                       | Роман Павлик | Легка атлетика        | Біг на 200 м             | 15 вересня |
| Срібло                       | Оксана Ботурчук | Легка атлетика        | Біг на 200 м             | 16 вересня |
| Бронза                       | Віктор Смирнов | Плавання              | 100 м на спині           | 8 вересня  |
| Бронза                       | Сергій Кліпперт | Плавання              | 100 м на спині           | 8 вересня  |
| Бронза                       | Ярина Матло | Плавання              | 100 м на спині           | 8 вересня  |
| Бронза                       | Сергій Сидоренко | Дзюдо                 | до 73 кг                 | 8 вересня  |
| Бронза                       | Алла Мальчик | Легка атлетика        | Метання диску            | 9 вересня  |
| Бронза                       | Віктор Смирнов | Плавання              | 100 м брас               | 9 вересня  |
| Бронза                       | Юлія Волкова | Плавання              | 100 м батерфляй          | 9 вересня  |
| Бронза                       | Антон Стабровський | Плавання              | 100 м батерфляй          | 9 вересня  |
| Бронза                       | Олена Акопян | Плавання              | 200 м вільним стилем     | 9 вересня  |
| Бронза                       | Микола Ливицький | Дзюдо                 | 100 кг                   | 9 вересня  |
| Бронза                       | Данило Чуфаров | Плавання              | 100 м вільним стилем     | 10 вересня |
| Бронза                       | Андрій Онуфрієнко | Легка атлетика        | Біг на 400 м             | 10 вересня |
| Бронза                       | Сергій Кліпперт | Плавання              | 100 м комплекс           | 10 вересня |
| Бронза                       | Сергій Кліпперт | Плавання              | 400 м вільним стилем     | 11 вересня |
| Бронза                       | Світлана Горбенко | Легка атлетика        | Стрибки у довжину        | 12 вересня |
| Бронза                       | Дмитро Алексєєв | Плавання              | 200 м комплекс           | 12 вересня |
| Бронза                       | Микита Сеник | Легка атлетика        | Біг на 100 м             | 12 вересня |
| Бронза                       | Максим Веракса | Плавання              | 100 м на спині           | 13 вересня |
| Бронза                       | Олександр Ясиновий | Легка атлетика        | Метання диску            | 13 вересня |
| Бронза                       | Віктор Смирнов | Плавання              | 100 м батерфляєм         | 13 вересня |
| Бронза                       | Олена Акопян | Плавання              | 50 м батерфляєм          | 13 вересня |
| Бронза                       | Дмитро Алексєєв | Плавання              | 200 м на спині           | 14 вересня |
| Бронза                       | Сергій Кліпперт | Плавання              | 50 м вільним стилем      | 14 вересня |
| Бронза                       | Микита Сеник | Легка атлетика        | Біг на 200 м             | 14 вересня |
| Бронза                       | Дмитро Виноградець | Плавання              | 50 м на спині            | 15 вересня |
| Бронза                       | Ірина Балашова | Плавання              | 50 вільним стилем        | 15 вересня |
| Бронза                       | Сергій Шенкевич | Фехтування на візках  | Шпага                    | 15 вересня |
| Бронза                       | Олена Акопян | Плавання              | 50 м вільним стилем      | 15 вересня |
| Бронза                       | Євген Потавський Андрій Калина Андрій Сіроватченко Тарас Стремський | Плавання              | 50 м вільним стилем      | 15 вересня |
| Бронза                       | Василь Ліщинський | Легка атлетика        | Штовхання ядра           | 16 вересня |
| Бронза                       | Олександр Іванюхін | Легка атлетика        | Біг на 400 м             | 16 вересня |
| Бронза                       | Сергій Шенкевич | Фехтування на візках  | Шабля                    | 17 вересня |
| Володимир Антонюк            | | Денис Пономарьов      |                          |            |
| Вакуленко Сергій Миколайович | | Костянтин Симашко     |                          |            |
| Олександр Девлиш             | | Віталій Трушев        |                          |            |
| Тарас Дутко                  | | Андрій Цуканов        |                          |            |
| Ігор Косенко                 | | Анатолій Шевчик       |                          |            |
| Міхович Микола               | | Іван Шкварло          |                          |            |

| Володимир Антонюк            |  | Денис Пономарьов  |  |  |
| Вакуленко Сергій Миколайович |  | Костянтин Симашко |  |  |
| Олександр Девлиш             |  | Віталій Трушев    |  |  |
| Тарас Дутко                  |  | Андрій Цуканов    |  |  |
| Ігор Косенко                 |  | Анатолій Шевчик   |  |  |
| Міхович Микола               |  | Іван Шкварло      |  |  |

| Медалі за видами спорту | Медалі за видами спорту | Медалі за видами спорту | Медалі за видами спорту | Медалі за видами спорту |
| ----------------------- | ----------------------- | ----------------------- | ----------------------- | ----------------------- |
| Спорт                   | 1                       | 2                       | 3                       | Всього                  |
| Плавання                | 13                      | 9                       | 20                      | 42                      |
| Атлетика                | 9                       | 8                       | 8                       | 25                      |
| Паверліфтинг            | 1                       | 0                       | 0                       | 1                       |
| Футбол                  | 1                       | 0                       | 0                       | 1                       |
| Веслування              | 0                       | 1                       | 0                       | 1                       |
| Фехтування              | 0                       | 0                       | 2                       | 2                       |
| Дзюдо                   | 0                       | 0                       | 2                       | 2                       |
| Всього                  | 24                      | 18                      | 32                      | 74                      |

| Медалі по днях | Медалі по днях | Медалі по днях | Медалі по днях | Медалі по днях | Медалі по днях | Медалі по днях |
| -------------- | -------------- | -------------- | -------------- | -------------- | -------------- | -------------- |
| День           | Дата           |                |                |                | Всього         |                |
| 1              | 7-е            | 0              | 2              | 0              | 2              |                |
| 2              | 8-е            | 2              | 2              | 4              | 8              |                |
| 3              | 9-е            | 6              | 1              | 6              | 13             |                |
| 4              | 10-е           | 3              | 1              | 3              | 7              |                |
| 5              | 11-е           | 0              | 2              | 1              | 3              |                |
| 6              | 12-е           | 4              | 2              | 3              | 9              |                |
| 7              | 13-е           | 3              | 2              | 4              | 9              |                |
| 8              | 14-е           | 2              | 3              | 3              | 8              |                |
| 9              | 15-е           | 3              | 2              | 5              | 10             |                |
| 10             | 16-е           | 1              | 1              | 2              | 4              |                |
| 12             | 17-е           | 0              | 0              | 1              | 1              |                |